# Herbert Hermansson
Herbert Eugene Hermansson (i riksdagen kallad Hermansson i Kvistljungby), född 6 februari 1906 i Björlanda församling i Göteborgs och Bohus län, död där 20 oktober 1984, var en svensk lantbrukare och politiker (bondeförbundet och centerpartiet).
Hermansson var ledamot av riksdagens andra kammare 1939–1940, invald i Göteborgs och Bohus läns valkrets. Han var senare ledamot av riksdagens första kammare 1950–1970, invald i Göteborgs och Bohus läns valkrets.
Herbert Hermansson är begravd på Björlanda kyrkogård.